# Dieter Niess
Heinz-Dietrich „Dieter“ Niess (* 19. März 1926 in Rastenburg) ist ein ehemaliger deutscher Eishockeyspieler.

## Sportliche Karriere
Dieter Niess beantragte am 15. Februar 1944 die Aufnahme in die NSDAP und wurde zum 20. April desselben Jahres aufgenommen (Mitgliedsnummer 9.917.240). Er stammte aus dem Nachwuchs des SV Rastenburg und stand von 1950/51 bis 1953/54 im Kader des VfL Bad Nauheim, bevor er zur Düsseldorfer EG wechselte. Dort setzte er seine Karriere bis 1959 fort. Als Schüler ist er schon mit der Ostpreußen Auswahl 1941 deutscher Jugendmeister geworden. 1944 wurde er Junioren-Nationalspieler und im selben Jahr mit der Ostpreußen Jugend deutscher Eishockey-Meister 1944 in Prag.
International nahm er mit der deutschen Nationalmannschaft an der Eishockey-Weltmeisterschaft 1953, wo er mit der Mannschaft Vizeweltmeister wurde, teil. Bei den Olympischen Winterspielen 1952 stand er im Kader.

## Sonstiges
Dieter Niess kommt auch mit der Schreibweise Heinz Ditrich (Dieter) Niehs-Nieß oder Heinz-Dietrich Dieter Niess vor.